# アラン・パトリキ・ロレンソ

アラン・パトリキ

アラン・パトリキ (Alan Patrick) こと、アラン・パトリキ・ロウレンソ（Alan Patrick Lourenço、1991年5月13日 - ）は、ブラジル・サンパウロ州出身のサッカー選手。FCシャフタール・ドネツク所属。ポジションはミッドフィールダー。

## 経歴
2003年にサントスFCのユースでキャリアをスタートさせ、2009年にトップチームに昇格した。
2011年6月24日、ウクライナのFCシャフタール・ドネツクと5年契約を結んだ。移籍金額は400万ユーロ（約4億6000万円）。2015年1月19日、SEパルメイラスに1年間の期限付き移籍をすることが決定した。
2015年6月11日、CRフラメンゴへ12月までの期限付き移籍が決定。2015年12月30日には、レンタル期間の1年延長が発表された。

## 代表歴
ブラジル代表として2011年、南米ユース選手権に出場し優勝に貢献した。

## タイトル

### クラブ
サントスFC
- コパ・ド・ブラジル : 2010
- カンピオナート・パウリスタ : 2010, 2011
- コパ・リベルタドーレス : 2011

FCシャフタール・ドネツク
- ウクライナ・プレミアリーグ : 2011-12, 2012-13, 2016-17, 2017-18, 2018-19
- ウクライナ・カップ : 2011-12, 2012-13, 2016-17, 2017-18, 2018-19
- ウクライナ・スーパーカップ : 2012, 2017

SCインテルナシオナル
- カンピオナート・ガウショ : 2014

### 代表
U-20ブラジル代表
- 南米ユース選手権 : 2011
- FIFA U-20ワールドカップ : 2011